# Żywotnik olbrzymi
Żywotnik olbrzymi (Thuja plicata Donn ex D.Don, 1824) – gatunek drzewa iglastego z rodziny cyprysowatych. Występuje w stanie dzikim w zachodniej części Ameryki Północnej, wzdłuż wybrzeży Oceanu Spokojnego, na obszarze od Alaski po Kalifornię. W Polsce uprawiany jako roślina ozdobna, dawniej także na leśnych powierzchniach doświadczalnych. W zachodniej części kraju zadomowiony na nielicznych stanowiskach (kenofit). W lasach może tworzyć zwarte odnowienia pochodzące z samosiewu.

## Morfologia

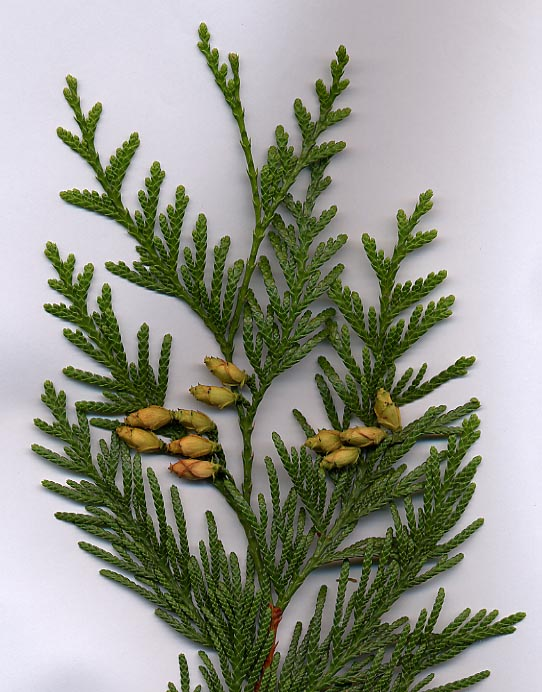
Gałązka z szyszkami

PokrójKorona gęsta, zwarta, regularnie stożkowata. Samotnie rosnące drzewa zachowują gałęzie do samej ziemi.
PieńProsty, osiąga wysokość 60–65 m (w Polsce w uprawie dorasta do 30–35 m). Gałęzie ułożone wachlarzowato, poziomo. Kora głęboko bruzdkowana, o ciemnym, czerwonobrunatnym zabarwieniu, łuszczy się płatami.
LiścieŁuskowate, spłaszczone, ostro zakończone, jajowate, z wierzchu ciemnozielone, błyszczące, od spodu sinawe, z białawymi woskowymi plamkami.
KwiatyDrzewo jednopienne. Kwiaty męskie małe, owalne, żółte, wyrastają na końcach pędów. Kwiaty żeńskie o zielonkawym zabarwieniu, niepozorne.
SzyszkiO długości do 1,8 cm, lekko zwisające, złożone z 8-12 skórzastych łusek różnej długości. Łuski dojrzałej szyszki rozchylają się szeroko.

## Biologia i ekologia
BiotopNajlepiej rośnie w klimacie oceanicznym wybrzeża Oceanu Spokojnego, z zimami bez silnych mrozów i łagodnymi, wilgotnymi latami. Na północnych krańcach obszaru występowania porasta niższe partie gór, na południu zbocza do wysokości 1800 m n.p.m. Tworzy lasy mieszane wraz z jodłą, osiką, klonem i jesionem.
Roślina trującaLiście żywotnika olbrzymiego są trujące.
DrewnoLekkie, jasne o czerwonawym zabarwieniu, pachnące, trwałe i łatwe w obróbce.

## Zastosowanie
- Drzewo ozdobne – sprowadzone do Europy w połowie XIX wieku. W Polsce sadzony w celach dekoracyjnych.
- Żywotnik olbrzymi odgrywa istotną rolę w gospodarce leśnej Ameryki Północnej. Wysoko cenione drewno stosowane było przez Indian do wyrobu kanu, na słupy totemowe. Wykorzystywane jest także w tokarstwie i snycerstwie[5].

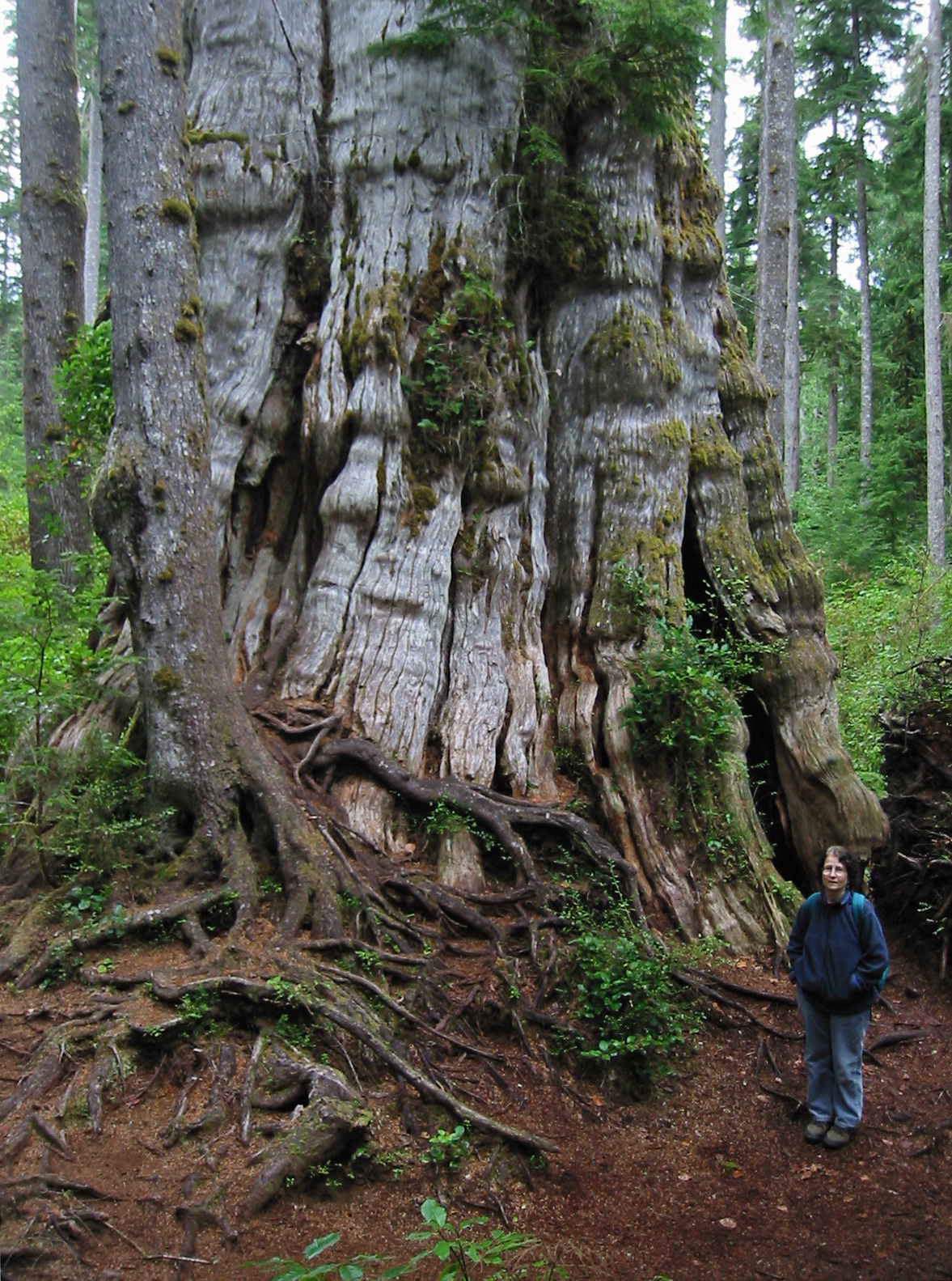
Quinault Lake Cedar